# Ptilanthura colpos
Ptilanthura colpos là một loài chân đều trong họ Anthuridae. Loài này được Kensley miêu tả khoa học năm 1996.